# Laura Molenaar
Laura Molenaar, née le 26 février 2002, est une coureuse cycliste néerlandaise, spécialisée dans le cyclisme sur route.

## Biographie
Laura Molenaar commence ses années senior au sein de l'équipe WV Schijndel (club néerlandais de niveau national) en 2021. Elle remporte alors le classement de meilleure jeune du Watersley Challenge. Elle est également échappée sur la Vuelta CV Feminas, finalement remportée par Chiara Consonni.
En 2023, elle signe son premier contrat professionnel avec l'équipe Parkhotel Valkenburg.
Pour sa deuxième saison professionnelle, elle gagne la 2e étape et le classement général du Tour de Pologne.

## Palmarès sur route
- 2024
  - Tour de Pologne féminin :
    - Classement général
    - 2e étape

### Résultats sur les grands tours

#### Tour de France
1 participation
- 2025 : 85e

#### Tour d'Espagne
1 participation :
- 2024 : 84e

### Classements mondiaux
| Année                                 | 2021 | 2022 | 2023  | 2024 |
| ------------------------------------- | ---- | ---- | ----- | ---- |
| Classement UCI                        | 955e | 922e | 1382e | 519e |
|                                       |      |      |       |      |
| Légende : nc = non classéSource : UCI |      |      |       |      |